# Моя люба
«Моя люба» — радянський художній фільм 1987 року, знятий режисером Володимиром Довганем на Кіностудії ім. О. Довженка.

## Сюжет
Технолог Золін, фахівець, що має здібності та знає виробництво, проте вельми скептично ставиться до того, що останнім часом все частіше хороші працівники залишають підприємство. Однак неформальний лідер Тамара Хрустальова, що працює під безпосереднім начальством Золіна, йти не збирається і, більш того, не поступиться в жодній своїй позиції і буде боротися до кінця…

## У ролях
- Георгій Дрозд — Золін
- Лариса Мальована — Тамара Хрустальова
- Микола Пеньков — епізод
- Андрій Болтнєв — приїжджий
- Лариса Удовиченко — Суханова
- Борислав Брондуков — Пєнкин
- Станіслав Садальський — Сазонов
- Лев Перфілов — вітчим Тамари
- Раїса Куркіна — епізод
- Єгор Голобородько — епізод
- Олег Севастьянов — Клименко
- Микола Алексєєв — епізод
- Володимир Волков — епізод
- Віктор Демерташ — епізод
- Надія Смирнова — епізод
- Івар Кумнік — епізод

## Знімальна група
- Режисер — Володимир Довгань
- Сценарист — Рита Бєляковська
- Оператор — Ігор Чепусов
- Композитор — В'ячеслав Назаров
- Художник — Юрій Муллер